# Tuxentius hesperis
The Western Pie (Tuxentius hesperis) là một loài bướm ngày thuộc họ Bướm xanh. Loài này có ở Nam Phi, ở đó nó is only known from Globlershoop và Vioolsdrif và along the banks of the Orange River in the North Cape.
Sải cánh dài 18–22 mm đối với con đực và 20–23 mm đối với con cái. Con trưởng thành bay quanh năm, but are most common từ tháng 10 đến tháng 12.
Ấu trùng ăn Ziziphus mucronata.